# Raphaël Gherardi
Raphaël Gherardi (* 1. Juni 1992 in Mülhausen) ist ein französischer Fußballer.
Gherardi, der aus der Jugend des FC Mulhouse stammt, begann seine Karriere in der zweiten Mannschaft Racing Straßburgs. Hier gewann er 2010 den Coupe d'Alsace. Seit der Saison 2010/11 kam der offensive Mittelfeldspieler auch in der ersten Mannschaft zu zwei Einsätzen, wurde aber überwiegend in der Straßburger Reserve eingesetzt. Überdies kann er auf ein Mitwirken in einem Pokalspiel des französischen Pokalwettbewerbs verweisen. Zur Saison 2011/12 wechselte Gherardi in die Ligue 1 und heuerte beim OSC Lille, der zuvor Pokalsieger und Meister wurde, an. Hier spielte er aber in den zwei Jahren ausschließlich im Reserveteam.
Es folgten weitere Stationen beim FC Mulhouse, SR Colmar und Grenoble Foot. Im Sommer 2018 wechselte er dann zum Schweizer Drittligisten Yverdon-Sport FC. Trotz 16 Spielen in der Hinrunde wechselte er in der Winterpause weiter zum französischen Verein SC Schiltigheim.